# Villamayor de los Montes
Villamayor de los Montes község Spanyolországban, Burgos tartományban.  Lakosainak száma 160 fő (2024).

## Népesség
A település népessége az utóbbi években az alábbiak szerint változott:
| Lakosok száma | 242  | 224  | 221  | 212  | 227  | 202  | 196  | 170  | 155  | 160  |
|               | 2001 | 2004 | 2006 | 2009 | 2011 | 2014 | 2016 | 2019 | 2021 | 2024 |